# 雙棘龜鯔
雙棘龜鯔為輻鰭魚綱鯔形目鯔科的其中一種，分布於中東大西洋的維德角群島海域，體長可達15公分，棲息在沿岸海域，為草食性。

## 擴展閱讀
維基物種上的相關：雙棘龜鯔